# Overname
In de zakenwereld is een overname (ook wel acquisitie genoemd) de verwerving van een bedrijf door een ander bedrijf. Deze overname kan op verschillende manieren een onderscheid maken tussen een "vriendelijke overname" en een "vijandige overname". In de bedrijfskunde worden bedrijfsovernames en -fusies vaak samen bestudeerd als mergers and acquisitions (M&A).
Het grote verschil met een fusie is dat een overname ongelijkheid impliceert en een fusie gelijkheid. Het overgenomen bedrijf zal onder controle van het overnemende bedrijf vallen. Meestal is het overgenomen bedrijf beduidend kleiner dan het overnemende bedrijf.

## Vriendelijke overname
Bij een vriendelijke overname overleggen de twee bedrijven en stemt het bedrijf dat overgenomen wordt in met het bod, alvorens de aandeelhouders te laten beslissen. Bij deze overname laat de bieder doorgaans eerst de raad van commissarissen of het bestuur weten geïnteresseerd te zijn in het bedrijf alvorens een bod te doen. Als de raad besluit dat het bod gunstig is voor de aandeelhouders, wordt de aandeelhouders aangeraden het bod te accepteren.
Bij wat kleinere bedrijven is er geen raad van commissarissen en zijn de aandeelhouders en het bestuur doorgaans nauw met elkaar verbonden. Als de een toestemt, doet de ander dat vaak ook. Doorgaans zijn de aandelen in handen van een of enkele individuen of een moederbedrijf dat betrokken was bij de oprichting en bedrijfsvoering. Door deze nauwe verbondenheid tussen bedrijf en aandeelhouder(s) is in principe slechts een vriendelijke overname mogelijk.

## Vijandige overname
Bij een vijandige overname doet een partij een bod op de aandelen van een bedrijf zonder dat het bedrijf er zelf om heeft verzocht of mee in heeft gestemd. Dit fenomeen staat in de Engelstalige literatuur bekend onder de term greenmailing.
Een vijandige overname kan plaatsvinden als het management van het bedrijf niet handelt ten gunste van de aandeelhouders. In dat geval kiezen de aandeelhouders een optie die voor hen het beste is, in plaats van dit aan het management over te laten.
Als de aandelenkoers bijvoorbeeld 30 euro per aandeel bedraagt, en het overnemende bedrijf meent dat zij het kunnen verhogen naar een waarde overeenkomend met het dubbele, dan kunnen ze de zittende aandeelhouders benaderen met een bod van 40 euro per aandeel. De aandeelhouders kunnen hun aandelen voor 10 euro meer verkopen dan onder gewone omstandigheden, en zullen akkoord gaan. De overnemer heeft ook voordeel want hij weet dat hij de waarde nog verder kan verhogen naar 60. Hieruit volgt dat een lage koers een onderneming kwetsbaar maakt voor (vijandige) overnames.
Een overname wordt als "vijandig" gezien indien:
- De raad het aanbod verwerpt, maar de bieder het bedrijf toch koopt.
- De bieder een bod op het bedrijf doet, buiten weten van de raad om.

Een vijandige overname kan op verschillende manieren worden uitgevoerd. Zo kan de bieder een offerte opstellen waarin een vastgestelde prijs wordt geboden van boven de huidige marktprijs. Ook kan de bieder proberen genoeg aandeelhouders van het doelbedrijf achter zich te krijgen om het management te vervangen.
Bedrijven kunnen een vijandige overname voorkomen door bijvoorbeeld eigen aandelen in te kopen of zelf te fuseren waardoor de biedende partij een groter bedrijf moet overnemen. Een voorbeeld is de overnamepoging door Mittal Steel van Sidmar in Gent, later Arcelor. Deze poging de vijandige overname te voorkomen mislukte echter; later ging de overname alsnog door. Het inkopen van eigen aandelen is overigens in de meeste rechtsstelsels maar zeer beperkt mogelijk, en bovendien wordt het stemrecht opgeschort zolang de vennootschap deze aandelen in bezit heeft.

## Managementbuy-in[1]
Dit is een term die in het verlengde van een bedrijfsovername geregeld ter sprake komt.
Een managementbuy-in is een overname van een (deel van een) bedrijf door een of meer personen die na de overname zelf de leiding over (een deel van) die onderneming gaan voeren. Het verschil met een managementbuy-out zit in de vraag of de koper van het bedrijf al betrokken was bij de onderneming voor bedrijfsovername of nog niet.

## Managementbuy-out[2]
Een managementbuy-out is een overname van een (deel van een) bedrijf door de zittende leiding en eventueel ander personeel, eventueel met financiering van buitenaf.

## Uitrookprocedure
Bij een uitrookprocedure (Engels: squeeze-out) dwingt de eigenaar van verreweg de meeste aandelen van een vennootschap (in Nederland minstens 95%) de overige aandeelhouders hun aandelen aan hem te verkopen. Dit doet zich met name voor na een overname. De reden is vaak dat er meestal kleinere aandeelhouders (veelal natuurlijke personen) zijn die de aandelen niet verkopen. Vaak weten ze niet eens dat er een overname heeft plaatsgevonden, of willen ze om persoonlijke of sentimentele redenen de aandelen niet verkopen.
Een overnemer zit echter niet te wachten op derden die in de aandeelhoudersvergaderingen aanschuiven en ondanks hun minderheid toch hun invloed uit kunnen oefenen alsmede bepaalde (informatie)rechten hebben. Minderheidsaandeelhouders zouden hier zelfs misbruik van kunnen maken (bijvoorbeeld door een hogere prijs te eisen, wat weer oneerlijk is jegens de overige ex-aandeelhouders). Bovendien zou het een overname (en dus investering in een land) minder aantrekkelijk maken, hetgeen niet meer past in huidige economische doctrines.
Een minderheidsaandeelhouder kan onder toepassing van het genoemde artikel geen rechten uitoefenen behalve de aandelen verkopen, ook als hij zich later pas meldt. Op deze manier kan een overnemer er dus voor zorgen dat hij het alleen voor het zeggen heeft. Wel zal hij geld apart moeten leggen voor aandeelhouders die zich alsnog melden, zodat ook de laatste aandelen kunnen worden gekocht.

## White knight
Een white knight (witte ridder) is een investeerder die een andere onderneming 'redt' door deze over te nemen. Men kan twee soorten 'witte ridders' onderscheiden.
- Meestal bedoelt men met white knight een partij die tegen een vijandige bieder opbiedt en wiens overname door het bedrijf als gunstiger wordt gezien. De white knight 'redt' het bedrijf hiermee van de vijandige overname.
- Soms kan een white knight een bedrijf redden van een faillissement door het over te nemen. Omdat de overname gunstiger is dan een faillissement, kan hier ook gesproken worden van white knight.

Naast white knights onderscheidt men ook white squires (witte schildknapen), die slechts een strategisch minderheidsbelang kopen.
Het is mogelijk dat de vijandige overnemer het er niet bij laat zitten en een hogere overnameprijs biedt. Dit kan leiden tot een 'biedingsstrijd' en soms tot een economisch niet meer verantwoordbare prijs voor de ondernemer. Ook kan de vijandige overnemer in het uiterste geval besluiten de white knight (vijandig) over te nemen.
Uiteraard zijn de motieven van white knights meestal zakelijk en verre van ridderlijk of nobel: ze menen simpelweg dat hun strategie voor hen uiteindelijk gunstiger is. De term ziet slechts op de perceptie vanuit het management van het overgenomen bedrijf. Bij een vijandige overname zal dit immers meestal het veld moeten ruimen waardoor voor hen de white knight inderdaad als een redder (of ridder) toeschijnt.

## Integratie
In hoeverre na de overname integratie van het overgenomen bedrijf in het overnemende bedrijf plaatsvindt, hangt af van de omstandigheden. Vaak zal de overnemer willen streven naar enige eenheid en centralisatie, met name wanneer beide bedrijven in dezelfde bedrijfstak en/of markt actief zijn. Anderzijds zal een private equity-firma haar deelnemingen niet willen integreren in de eigen structuur, maar zich wel actief bemoeien met de bedrijfsvoering van het (tijdelijk) overgenomen bedrijf. 
Integratiemaatregelen kunnen onder andere bestaan uit:
- Het invoeren van de eigen procedures, logo en bedrijfskleuren bij het overgenomen bedrijf.
- Een naamswijziging.
- Het overgenomen bedrijf laten fuseren met aan ander bedrijf dat al eerder was overgenomen.
- Het opstarten van nieuwe activiteiten.
- Afstoten van bepaalde activiteiten die niet als 'core business' worden gezien of die verliesgevend zijn.
- Herstructurering om het overgenomen bedrijf aan de eigen structuur aan te passen.
- Ingrepen bij het management. Soms mag het bestaande management blijven zitten (met name bij een vriendelijke overname), maar soms wordt het geheel of ten dele gezuiverd (met name bij een vijandige overname). Ook is het mogelijk dat bepaalde managementsfuncties overbodig worden en komen te vervallen (zie hieronder).
- Wijzigingen in het personeelsbestand. Dit kan een gevolg zijn van de herstructureringen en zowel leiden tot ontslagen als tot het aantrekken van nieuw personeel. Vaak worden bepaalde functies (met name ondersteunende functies en midden-management) overbodig door de schaalvoordelen. In plaats van twee secretariaten kan men bijvoorbeeld een enkel secretariaat handhaven voor de hele onderneming, en het tweede ontslaan. Dit kan ook gelden voor functies als Human resource management, IT en Compliance. Ook kunnen ontslagen, met name in het management, politiek van aard zijn. Men kan hier denken aan het ontslaan van managers en directeuren die zich voordien negatief over de overname of overnemende partij hadden uitgelaten of omdat de overnemende partij meer grip op de overgenomen partij wil hebben.
- Het rechttrekken van eventuele verschillen in salarissen. Omdat salarisverlaging vaak niet is toegestaan kan dit in principe slechts door salarissen van de meer verdienenden te bevriezen of eventuele nieuwkomers tegen lagere salarissen aan te stellen.
- Het gelijktrekken van de behandeling van klanten (prijs, voorwaarden, etc.). Ook hier geldt meestal dat klanten niet bereid zijn voorwaarden te heronderhandelen, maar dat het nieuwe beleid slechts jegens nieuwe klanten kan gelden.
- Een verhuizing naar een nieuwe gezamenlijke bedrijfsruimte.

Het zijn deze integratiemaatregelen die een overname vaak impopulair en gevreesd maken bij met name het personeel van het overgenomen bedrijf. Zij worden geconfronteerd met grote veranderingen en soms ook een geheel nieuw beleid en nieuwe procedures waaraan ze zich moeten conformeren. Ook kan de bedrijfscultuur bij de overnemer geheel verschillen van die van het overgenomen bedrijf. De verandering van locatie kan een toename van de reistijd betekenen. Bovenal leidt de wetenschap dat een overname vaak tot wijzigingen in het personeelsbestand leidt vaak tot onzekerheid over de eigen baan. Een overname kan hierdoor leiden tot een uittocht van personeel (soms zelfs het meest waardevolle personeel), hetgeen een factor is waar de overnemer op dient te anticiperen.

## Beschermingsconstructies
Controversieel zijn juridische beschermingsconstructies die overnames zouden moeten verhinderen. Hier kunnen verschillende redenen voor zijn. Het management kan beducht zijn om weggezuiverd te worden bij een vijandige overname. Ook kunnen er sentimentele redenen zijn waarom men de onderneming zelfstandig wil houden of wil voorkomen dat deze in buitenlandse handen valt.
De meest simpele beschermingscontructie is een rechtsvorm kiezen die zich niet voor vijandige overnames leent of geen beursnotering aan te vragen, maar de keerzijde hiervan is wel dat kapitaalverwerving hiermee bmoeilijkt wordt. 
Aan een beurs genoteerde ondernemingen beschermen zich vaak door de werkelijke aandelen aan een Stichting Administratiekantoor (STAK) uit te geven, dat vervolgens certificaten van aandelen uitgeeft en laat noteren. De certificaten geven recht op dividend en kunnen worden verhandeld, maar de stemrechten blijven bij de STAK. In het bestuur van de STAK zitten uiteraard personen die het zittende management van de onderneming gunstig gezind zijn. 
Door de grote versnipperdheid van aandelenbezit in grote bedrijven (tot duizenden aandeelhouders) en de kennisvoorsprong van de directie is het vaak erg moeilijk voor de aandeelhouders om een vuist te maken tegenover het bestuur. Bovendien is door de kennisachterstand en de versnippering ook de animo voor actief aandeelhouderschap gering ('het maakt toch niets uit, als ik mijn dividend maar krijg', 'wat voor verschil maakt een stem op mijn 30 aandelen uit als een ander er 10.000 heeft?'). Hierdoor valt de controle op het management vrijwel geheel weg. De dreiging van een vijandige overname wordt gezien als een prikkel voor het bestuur om toch naar beste vermogen en naar de belangen van de onderneming te handelen. Overnames, ook vijandige, ziet men in deze context als economisch nuttig, en beschermingsconstructies die dit te pas en te onpas blokkeren worden steeds minder geaccepteerd.